# Programari del sistema de Nintendo 3DS
Programari del sistema de Nintendo 3DS és un conjunt de versions de firmware i programari actualitzables frontend a la consola de videojocs Nintendo 3DS. Actualitzacions, que es descarreguen a través de connexió a Internet del sistema permeten Nintendo afegir i treure característiques i programari. Totes les actualitzacions també inclouen tots els canvis de les actualitzacions anteriors. La versió actual del programari del sistema, 11.17.0-50, es va posar a disposició general el 22 de maig de 2023.

## Menú HOME
El Menú HOME és una interfície gràfica d'usuari similar al menú de Nintendo DSi i Wii U per altres sistemes de Nintendo 3DS. S'utilitza per posar en marxa el programari emmagatzemat a la consola Nintendo DS i 3DS en format digital o bé en cartutx, les aplicacions instal·lades en una targeta SD i títols DSiWare instal·lat en la memòria interna del sistema. Les icones d'aplicació s'estableixen en una quadrícula navegable amb la pantalla tàctil o el D-pad, i es poden canviar de lloc a través d'arrossegar i deixar anar. La quantitat d'icones per columna també pot canviar, des d'una fins a sis. El menú pot mostrar fins a 120 rajoles d'aplicació. A la pantalla superior, un logo animat en 3D especial mostra per a cada aplicació individual, així com la informació del sistema, com la força del senyal sense fils, la data i l'hora, i la durada de la bateria, mentre que a la pantalla inferior, es mostren les icones de les aplicacions. També és possible canviar la brillantor de la pantalla mentre està en el menú. Amb el Menú HOME, els usuaris poden suspendre el programari actual que s'està executant i que aparegui el menú d'inici, que permet a l'usuari posar en marxa certes aplicacions multitasca, com el navegador d'Internet i Miiverse.
De manera semblant a la Nintendo DSi, el menú té microprogramari actualitzable. Targetes de joc també poden ser a la vegada intercanviar en calent al menú. El botó d'encesa indica a l'usuari si vol posar la consola en mode de suspensió o apagar-lo.
El 25 d'abril de 2012, una actualització del sistema va portar a la introducció d'un sistema de carpetes. Fins a 60 carpetes es poden crear. Les aplicacions poden ser arrossegats a la part superior d'una carpeta per tal de moure, i a partir de llavors, més aplicacions es poden afegir a la carpeta mitjançant el mateix procediment, fins a 60 aplicacions per carpeta. Un títol per a la carpeta es crea automàticament en l'ordre de la creació (de "1" a "60"), però el nom també pot ser editat per l'usuari. Només el primer caràcter del títol es mostrarà en la icona de la carpeta. Quan les aplicacions dins de carpetes reben StreetPass o SpotPass notificacions, una icona de notificació apareixerà a la part superior de la carpeta.
El 20 de juny de 2013, una actualització del sistema va portar a la introducció de la funció de còpia de seguretat de les dades guardades.
 Aquesta funció permet a l'usuari realitzar còpies de seguretat o guardar dades descarregable de programari de Nintendo 3DS i la majoria dels jocs de la consola virtual. Creació d'una còpia de seguretat de les dades de desament permet als usuaris eliminar el programari des de la targeta SD sense perdre les dades guardades. La còpia de seguretat creada llavors es restaura automàticament quan l'usuari torna a descarregar el programari de la Nintendo eShop. Un total de 30 de guardar còpies de seguretat de dades es poden emmagatzemar a la vegada. No és possible fer còpies de seguretat o guardar dades versions comercials de programari de Nintendo 3DS, DSiWare, i el programari de Game Boy Advance.
L'octubre de 2014 va sortir una actualització que permet als usuaris poder-se personalitzar el menú HOME (les carpetes, el fons, etc.) mitjançant una opció de botiga que s'hi ha afegit.
Nintendo Badge Arcade, anomenat al Japó Home Menu Kazareru Badge Torēru Center (バッジとれ～るセンター, lit. Decora el menú HOME: Centre de col·lecció de pins) és una aplicació per a Nintendo 3DS estrenada el 17 de desembre de 2014 al Japó, l'11 de novembre de 2015 a Amèrica del Nord i el 13 de novembre de 2015 a Europa. Aquest programa permet aconseguir pins, escenaris i la possibilitat de canviar els icones del menú HOME amb l'ajut d'una pinça mecànica, d'un martell o d'una arpa bomba. La descàrrega és gratuïta, així com els primers cinc intents, però després s'han de pagar 90 iens (1 €) per cinc intents més (però periòdicament se'n reglen). De tant en tant poden haver intents gratuïts, així com collint unes peces especials que permet fer-la servir tres cops. Hi ha un mode per practicar, i la possibilitat d'anar directament a Miiverse, a la botiga de temes, a informació, i ajuda d'una conilleta. L'aplicació es va renovant de pins i escenaris cada setmana i en ocasions especials. El juny de 2017 va deixar d'actualitzar-se.

### Aplicacions preinstal·lades

#### Nintendo 3DS Camera
Nintendo 3DS Camera (càmera de Nintendo 3DS) és una aplicació incorporada de foto i vídeo que disposa d'una galeria de mitjans integrada i la funcionalitat d'edició de fotos. L'aplicació utilitza dues càmeres que enfronten frontal del sistema per fer fotos en 3D, i la càmera de cara a l'usuari fer fotos 2D regulars. Totes les fotografies es prenen a una resolució de 640 x 480 píxels (VGA), o 0,3 megapíxels. A més dels controls de gravació manual, temporitzadors també es poden configurar per fer una foto 3 o 10 segons després de prémer el botó Prendre, o per mitjà d'ordres de veu com ara dir "OK!" quan es vol fer una foto.
Té hi ha diverses opcions i filtres disponibles hora de fer fotos o gravar vídeo. A més del mode Normal, hi ha una opció de poca llum (Low-Light), la qual és útil per fer fotos i gravar vídeo en condicions de poca il·luminació. Altres opcions inclouen controls manuals, com ara el tipus de color (normal, blanc i negre, sèpia, negatiu o solarització), la nitidesa, el contrast i la brillantor. Filtres de fotos en temps real també estan disponibles, incloent l'espurna, que afegeix estrelles en moviment a la foto, són el que afegeix una llum brillant de somni a la foto, del forat d'agulla, que il·lumina el centre de la pantalla i enfosqueix les vores i misteri, que afegeix un acabat a l'atzar a la foto. També hi ha una manera especial anomenat Merge, que pren una foto de l'usuari davant la càmera interior i es fon la foto d'algú davant de les càmeres exteriors.
El 7 de desembre de 2011, una actualització del sistema afegeix la possibilitat de gravar vídeo en 3D al llarg de tres opcions de gravació especials. Interval Shot permet que les seqüències d'imatges per ser registrats en intervals curts cronometrat per crear fotografies a intervals; Frame Pick edita imatges fixes per crear l'animació stop motion; i Muntatge; Permet a l'usuari pausar i reprendre la gravació sense problemes. No obstant això, totes les maneres de gravació només permeten un únic vídeo a ser de fins a 10 minuts de durada.

#### Nintendo 3DS Sound
Nintendo 3DS Sound és un reproductor de música integrat i gravadora de so. Còdecs d'àudio suportats inclouen àudio MP3 (amb extensions .mp3 de nom d'arxiu) i àudio AAC (amb extensió .mp4, .m4a i .3gp). Els arxius d'àudio es poden reproduir des d'una targeta SD, amb visualitzacions que apareixen a la pantalla superior. Es pot reproduir música mentre la consola està en mode d'espera, utilitzant el connector d'auriculars del sistema. En utilitzar els auriculars amb un micròfon i un botó inclòs, el botó pot alternar reproduir / pausa i saltar a la pista següent i anterior. Un conjunt d'opcions de manipulació de so estan disponibles, així com diversos filtres d'àudio. Enregistraments de veu de deu segons també poden ser gravades, editades amb filtres d'àudio i manipulin mitjançant la modulació i la velocitat de reproducció. Els usuaris poden guardar i modificar fins a 18 d'elles en la memòria de la consola i fins a 180 en una targeta SD. Aquests poden ser utilitzats en tot altres aplicacions com Swapnote.
Hi ha una funció StreetPass integrada en l'aplicació. Quan l'usuari d'algú StreetPass que també té StreetPass activat, dues dades de la cançó d'intercanvi als usuaris com ara el nom de la cançó, artista, àlbum, any de llançament, i el nombre de vegades que s'ha jugat. També hi ha una taula de compatibilitat entre els usuaris involucrats. Depenent de la quantitat de cançons que s'aparellen de dos usuaris una puntuació mostrarà, que van des de 0% a 100%, essent aquest últim el més compatible.

#### Mii Maker

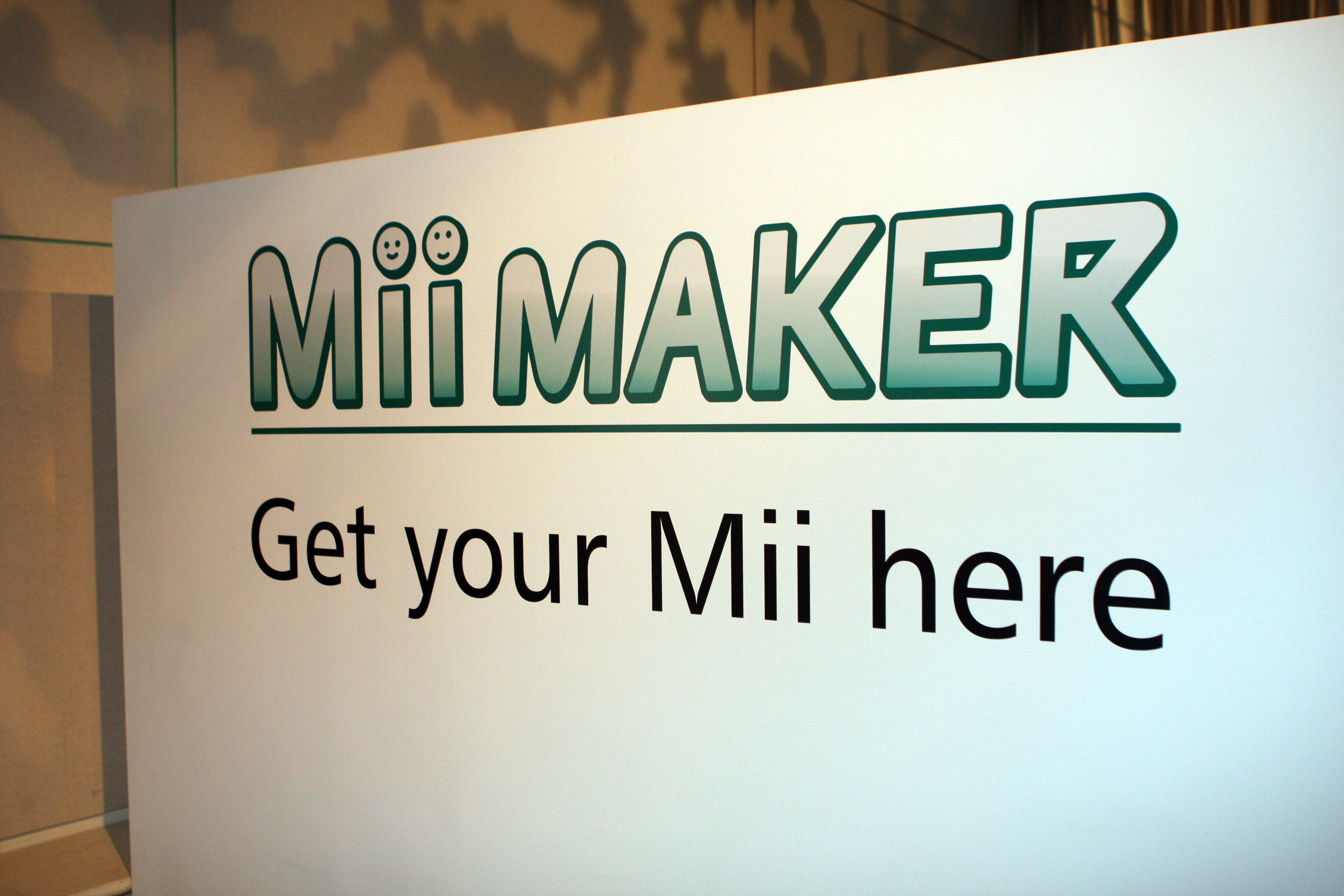
Logo de l'editor de Mii.

Mii Maker, anomenat al Japó Mii Studio (Miiスタジオ, Mī Sutajio) (Editor de Mii) és l'aplicació que permet la creació de Mii a la Nintendo 3DS. Es poden emmagatzemar fins a 100 Miis. També és possible veure altres personatges Mii de programes de televisió i jocs. El Mii Maker instal·lat a la consola Nintendo 3DS pot utilitzar el reconeixement facial per generar un Mii, que selecciona els trets facials basats en una fotografia de la cara d'una persona presa amb les càmeres del sistema.

#### StreetPass Mii Plaza
StreetPass Mii Plaza (Plaza Mii de StreetPass) reuneix els avatars (Miis) de les consoles físicament properes. Conté els mini-jocs En busca del cromo i Rescate Mii). Amb l'actualització del 7 de desembre de 2011 també es pot jugar amb una seqüela de Rescate Mii i nous cromos.

#### Face Raiders
Face Raiders (Atrapacaras) és un mini-joc curiós on s'hi ha de “pegar” a les cares que surten.

#### Activity Log
Activity Log (Registro de Actividad) és una aplicació de sistema que rastreja el joc-joc i manté un registre de quins jocs s'han jugat i per quant temps, així com l'activitat física, com comptar cada pas que es dona en l'exercici d'una Nintendo 3DS utilitzant la seva base de podòmetre. La característica encoratja a caminar cada dia amb el sistema per guanyar monedes de joc, en un màxim de 10 cada dia, a raó d'un per cada 100 passos, un total de 300 monedes. Monedes de joc a continuació, es poden utilitzar amb els jocs compatibles i aplicacions per adquirir contingut especial i una varietat d'altres beneficis.

#### AR Games

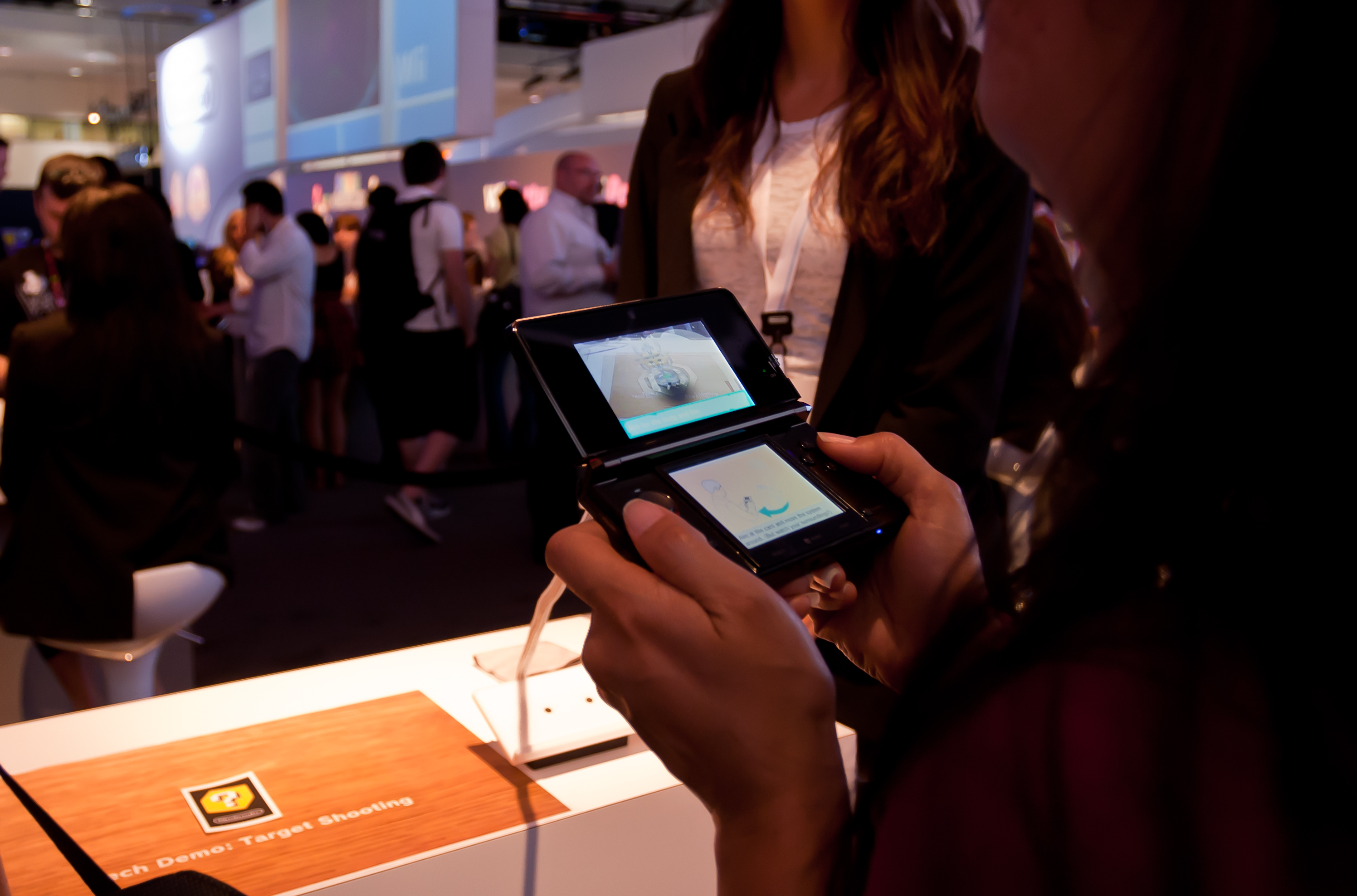
Jugant a jocs de realitat augmentada en l'E³ 2010.

Jocs de realitat augmentada (RA) (conté els minijocs Arquer, Minibillar, Pesca, Grafiti, ¡Paparazzi!, Fotografia Mii i d'altres que es poden aconseguir mitjançant les Monedes de joc. Alguns dels jocs requereixen les targetes RA incloses amb ala consola.

#### Nintendo eShop
Nintendo eShop és la botiga online on hi ha jocs descarregables: aplicacions DSiWare, programes descarregables únics per a Nintendo 3DS, demos gratuïtes (a partir del desembre amb l'actualització 3.0.0-5) i jocs d'altres consoles (Virtual Console). Amb l'actualització del 7 de desembre de 2011, s'hi afegeixen més opcions, i amb la del 25 d'abril de 2012 canvia de disseny.

### Altres aplicacions
- Health & Safety Information (Información sobre salud y seguridad)
- Executador de la Nintendo 3DS/DS Game Card
- Descàrrega DS
- Nintendo Zone
- Save Data Transfer Tool
- YouTube (descarregable, només Amèrica del Nord i Europa)
- Netflix (descarregable, només Amèrica del Nord, el Regne Unit i Irlanda)
- Hulu Plus (descarregable, només als Estats Units i al Japó)
- Eurosport (descarregable, només a Europa i Australàsia fins al desembre de 2012)
- Flipnote Studio 3D (només al Japó en les consoles New Nintendo 3DS (XL))

### Aplicacions multitasca

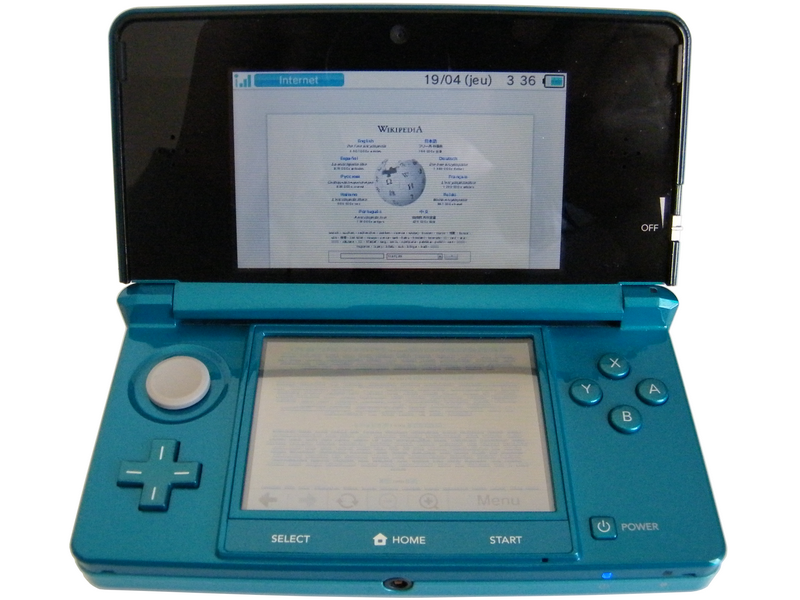
L'Internet Browser de Nintendo 3DS, mostrant la Viquipèdia.

La Nintendo 3DS és capaç de suspendre l'aplicació i executar una de les sis aplicacions multitasca. Quan un joc o una aplicació s'està executant, l'usuari pot prémer el botó Inici per suspendre temporalment, i obrir el menú Inici. A continuació, és possible obrir una altra aplicació multitasca dissenyat especialment integrat en el sistema sense tancar el programari actualment suspès. Si proveu d'obrir un joc o una aplicació, mentre que un altre que ja està en execució donarà lloc a un missatge d'advertència
- Game Notes. Permet als usuaris escriure i guardar notes, amb captures de pantalla de les dues pantalles de l'actual suspensió programari present per ajudar l'usuari.
- Friend List. Una llista d'amics registrats, amb informació com el seu estat actual, així com l'aplicació actual / favorit; fins a 100 amics poden registrar mitjançant l'intercanvi de codis d'amic.
- Notifications. Mentre rep les notificacions de la part superior de llum LED parpellejarà blau o verd, depenent de si es tracta d'una notificació de SpotPass o StreetPass, respectivament.
- Navegador d'Internet.
- Miiverse. Una xarxa social dedicada als jocs i altres aplicacions; comentaris i captures de pantalla de programari es poden fixar en les comunitats de programari dedicats.
- Camera. Una versió lleugera de la Nintendo 3DS Camera amb la majoria de les característiques omeses, s'accedeix per la celebració dels botons L i R; Els codis QR poden ser llegits per la càmera.
- Change Theme/Place Badges, permet als usuaris canviar el seu tema i canviar/eliminar pins de Nintendo Badge Arcade en qualsevol moment.

Miiverse i el navegador d'internet són desactivats quan cert programari (com Super Smash Bros. for Nintendo 3DS) és suspès, degut a l'alt ús de programari dels recursos de la 3DS. No obstant, aquest no és el cas de la New Nintendo 3DS, ja que té hardware actualitzat per permetre-ho.

## Firmware

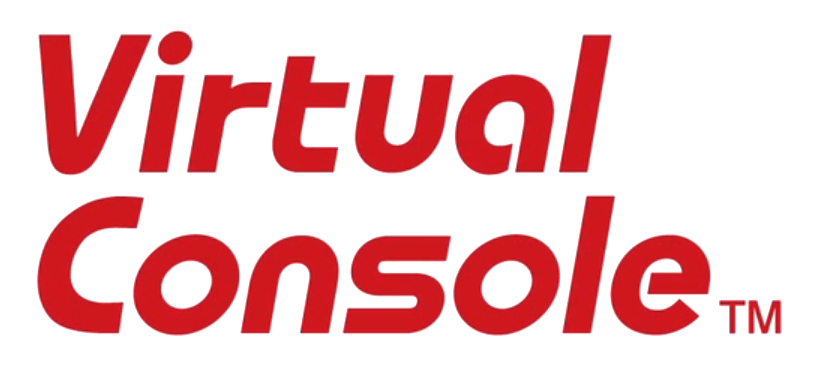
El logotip de la Consola Virtual en Nintendo 3DS.

El firmware de Nintendo 3DS pot funcionar en quatre maneres diferents. NATIVE_FIRM és el firmware natiu corrent per al programari de Nintendo 3DS (incloent el Menú HOME). SAFE_MODE_FIRM s'utilitza per a aplicacions de manera segura, com ara la configuració del sistema i el sistema Updater. TWL_FIRM és firmware natiu de la Nintendo DSi i s'utilitza per a la Nintendo DS/DSi compatibilitat amb versions anteriors. Finalment, és AGB_FIRM firmware natiu del Game Boy Advance, i s'utilitza per executar jocs de la Consola Virtual de la Game Boy Advance.

### Nomenclatura
Tingueu en compte que la nomenclatura d'una versió de firmware, com es mostra a la configuració del sistema de 3DS, es divideix en tres parts: els primers 3 dígits representen la versió del firmware i sense característiques eShop (que és la que està emmagatzemada en cartutxos minoristes); el nombre després del guió representa millores relacionades amb la eShop i només pot obtenir-se a través de l'actualització en línia; i finalment la lletra al final representa la regió de la consola, sent les Amèriques (U), Europa i Austràlia (E), Japó (J), Corea del Sud (K) i Taiwan (T) de les cinc regions amb firmwares exclusius per cada un d'ells.

## Actualitzacions del sistema
Les actualitzacions del "Nintendo 3DS OS" estan ordenades de noves o en desenvolupament a més antigues.

### Versió 11
- Versió del menú: 11.17.0-50 (Disponible a partir del 22 de maig de 2023)
  - S'han realitzat millores addicionals a l'estabilitat general del sistema i altres ajustos menors per millorar l'experiència de l'usuari.
- Versió del menú: 11.16.0-49 (Disponible a partir del 12 de setembre de 2022)
  - S'han realitzat millores addicionals a l'estabilitat general del sistema i altres ajustos menors per millorar l'experiència de l'usuari.
- Versió del menú: 11.16.0-48 (Disponible a partir del 29 d'agost de 2022)
  - S'han realitzat millores addicionals a l'estabilitat general del sistema i altres ajustos menors per millorar l'experiència de l'usuari.
- Versió del menú: 11.15.0-47 (Disponible a partir del 26 de juliol de 2021)
  - S'han realitzat millores addicionals a l'estabilitat general del sistema i altres ajustos menors per millorar l'experiència de l'usuari.
- Versió del menú: 11.14.0-46 (Disponible a partir del 17 de novembre de 2020)
  - S'han realitzat millores addicionals a l'estabilitat general del sistema i altres ajustos menors per millorar l'experiència de l'usuari.
- Versió del menú: 11.13.0-45 (Disponible a partir del 3 de desembre de 2019)
  - S'han realitzat millores addicionals a l'estabilitat general del sistema i altres ajustos menors per millorar l'experiència de l'usuari.
- Versió del menú: 11.12.0-44 (Disponible a partir del 5 de novembre de 2019)
  - S'han realitzat millores addicionals a l'estabilitat general del sistema i altres ajustos menors per millorar l'experiència de l'usuari.
- Versió del menú: 11.11.0-43 (Disponible a partir del 27 d'agost de 2019)
  - Es deshabilita l'opció d'utilitzar targetes de crèdit per a la Nintendo eShop (de 3DS i Wii U).
- Versió del menú: 11.9.0-42 (Disponible a partir del 4 de desembre de 2018)
  - S'han realitzat millores addicionals a l'estabilitat general del sistema i altres ajustos menors per millorar l'experiència de l'usuari.
- Versió del menú: 11.8.0-41 (Disponible a partir del 31 de juliol de 2018)
  - S'han realitzat millores addicionals a l'estabilitat general del sistema i altres ajustos menors per millorar l'experiència de l'usuari.
- Versió del menú: 11.7.0-40 (Disponible a partir del 19 de juny de 2018)
  - S'han realitzat millores addicionals a l'estabilitat general del sistema i altres ajustos menors per millorar l'experiència de l'usuari.
- Versió del menú: 11.6.0-39 (Disponible a partir del 18 de setembre de 2017)
  - S'han realitzat millores addicionals a l'estabilitat general del sistema i altres ajustos menors per millorar l'experiència de l'usuari.
- Versió del menú: 11.4.0-37 (Disponible a partir de l'11 d'abril de 2017)
  - S'han realitzat millores addicionals a l'estabilitat general del sistema i altres ajustos menors per millorar l'experiència de l'usuari.
- Versió del menú: 11.3.0-36 (Disponible a partir del 3 de febrer de 2017)
  - S'han realitzat millores addicionals a l'estabilitat general del sistema i altres ajustos menors per millorar l'experiència de l'usuari.
- Versió del menú: 11.1.0-34 (Disponible a partir del 13 de setembre de 2016)
  - S'han realitzat millores addicionals a l'estabilitat general del sistema i altres ajustos menors per millorar l'experiència de l'usuari.
- Versió del menú: 11.0.0-33 (Disponible a partir de l'11 de maig de 2016)
  - S'han realitzat millores addicionals a l'estabilitat general del sistema i altres ajustos menors per millorar l'experiència de l'usuari. Al seu missatge oficial americà han destacat mesures de seguretat.

### Versió 10
- Versió del menú: 10.7.0-32 (Disponible a partir del 15 de març de 2016)
  - S'han realitzat millores addicionals a l'estabilitat general del sistema i altres ajustos menors per millorar l'experiència de l'usuari. Al seu missatge oficial americà han destacat mesures de seguretat.
- Versió del menú: 10.6.0-31 (Disponible a partir del 23 de febrer de 2016)
  - S'han realitzat millores addicionals a l'estabilitat general del sistema i altres ajustos menors per millorar l'experiència de l'usuari. Al seu missatge oficial americà han destacat mesures de seguretat.
  - Petits canvis que permeten l'actualització de mètodes per entrar a exploits.[19]
- Versió del menú: 10.5.0-30 (Disponible a partir del 26 de gener de 2016)
  - S'han realitzat millores addicionals a l'estabilitat general del sistema i altres ajustos menors per millorar l'experiència de l'usuari. Al seu missatge oficial americà han destacat mesures de seguretat.
  - Inclou, entre altres petits canvis, un certificat extraoficial al sistema.[20]
- Versió del menú: 10.4.0-29 (Disponible a partir del 19 de gener de 2016)
  - S'han realitzat millores addicionals a l'estabilitat general del sistema i altres ajustos menors per millorar l'experiència de l'usuari. Al seu missatge oficial americà han destacat mesures de seguretat.
  - Fa canvis a alguns mòduls per tapar exploits que permetien baixar de versió a la consola, per exemple.[21]
- Versió del menú: 10.3.0-28 (Disponible a partir de l'11 de novembre de 2015)
  - S'han realitzat millores addicionals a l'estabilitat general del sistema i altres ajustos menors per millorar l'experiència de l'usuari. Al seu missatge oficial americà han destacat mesures de seguretat.
  - No obstant això, concretament modifica el menú Home i un applet de la eShop per impedir els recents èxits d'accedir a la eShop sense ser a l'última versió.[22]
- Versió del menú: 10.2.0-28 (Disponible a partir del 20 d'octubre de 2015)
  - S'han realitzat millores addicionals a l'estabilitat general del sistema i altres ajustos menors per millorar l'experiència de l'usuari. Al seu missatge oficial americà han destacat mesures de seguretat.
  - No obstant això concretament modifica el native_firm, el menú Home i els navegadors d'ambdues revisions importants de la família per tapar alguns exploits relacionats amb aquests mòduls.[23]
- Versió del menú: 10.1.0-27 (Disponible a partir del 15 de setembre de 2015)
  - S'han realitzat millores addicionals a l'estabilitat general del sistema i altres ajustos menors per millorar l'experiència de l'usuari. Al seu missatge oficial americà han destacat mesures de seguretat.
  - No obstant això concretament modifica el menú Home i un applet de la eShop.[24]
- Versió del menú: 10.0.0-27 (Disponible a partir del 9 de setembre de 2015)
  - S'han realitzat millores addicionals a l'estabilitat general del sistema i altres ajustos menors per millorar l'experiència de l'usuari. Al seu missatge oficial americà han destacat mesures de seguretat.
  - No obstant això concretament canvia alguns mòduls del sistema com la llista de hotspots per a Nintendo Zone, la càmera, el Mode Descarrega, la eShop, SpotPass, el native_firm i el mòdul NFC per old 3DS.[25]

### Versió 9
- Versió del menú: 9.9.0-26 (Disponible a partir del 14 de juliol de 2015)
  - S'han realitzat millores addicionals a l'estabilitat general del sistema i altres ajustos menors per millorar l'experiència de l'usuari. Al seu missatge oficial americà han destacat mesures de seguretat.
  - Només s'ha actualitzat el Menú HOME i el Navegador a Amèrica del Nord, a Europa només el navegador i l'EULA i al Japó només el Navegador.[26]
- Versió del menú: 9.8.0-25 (Disponible a partir del 2 de juny de 2015)
  - S'han realitzat millores addicionals a l'estabilitat general del sistema i altres ajustos menors per millorar l'experiència de l'usuari. (canvi oficial)
  - Actualitza el menú HOME, una petita aplicació d'aquest (NS) i un applet de la eShop.[27][28]

- Versió del menú: 9.7.0-25 (Disponible a partir del 20 d'abril de 2015)
  - S'han realitzat millores addicionals a l'estabilitat general del sistema i altres ajustos menors per millorar l'experiència de l'usuari. (canvi oficial)
  - Millora la compatibilitat amb amiibo en les New 3DS.
  - Fa uns canvis en els mòduls de Nintendo DS a les New 3DS, inclosa una llista blanca de flashcards.
  - Arregla un error que la New 3DS es bloquejava cada vegada que s'obria el joc Pokémon Rumble World (3DS eShop, 2015).

- Versió del menú: 9.6.0-24 (Disponible a partir del 24 de març de 2015)
  - A partir d'aquesta actualització, els usuaris de la consola poden desar fins a sis disposicions diferents per a la pantalla del menú Home, per canviar-los quan es vulgui. Amb això, és possible mantenir configuracions diverses de posicionament dels icones que són exhibis al menú de la consola, incloent els temes.
  - La botiga de temes ara recull les categories dins de "View More" per facilitar-ne la navegació.
  - Un altre canvi important, vàlida només per als usuaris de consoles anteriors a la New 3DS; ja que aquestes ja les tenen des de la versió 9.3, és l'opció "amiibo Settings" afegida a la pantalla de "Ajustos del menú Home", que permet registrar, eliminar dades, o resetejar la figura amiibo, però només utilitzant el perifèrica que sortirà aquest any.
  - Afegeix un ou de pasqua al navegador d'Internet de la New 3DS en què tocant la pantalla tàctil al ritme de les primeres notes de Super Mario Bros. a l'opció de nova pestanya activa un minijoc estil Arkanoid.[29]
  - Un icona amb l'sprite de Mario és a les versions japoneses; serveix per editar els pins.
  - S'han realitzat millores addicionals a l'estabilitat general del sistema i altres ajustos menors per millorar l'experiència de l'usuari.
  - Afegeix una codificació anti-flashcards per a les New 3DS que es genera aleatòriament cada vegada que s'inicia.[30]

- Versió del menú: 9.5.0-23 (Disponible a partir del 3 de març de 2015)
  - S'han realitzat millores addicionals a l'estabilitat general del sistema i altres ajustos menors per millorar l'experiència de l'usuari.
  - Realment el que fa és actualitzar els serveis online, més concretament el Navegador d'Internet (per això els primers números no han canviat), protegint-lo d'exploits recents com serien el regionthree, creat per smealum (el creador de l'executador de homebrew) que elimina la restricció de regió dels cartutxos, per injectar una imatge ROM en un joc de Game Boy o Game Boy Color comprat o per tornar tots els ítems de la botiga de Pokémon Shuffle (3DS eShop, 2015) gratuïts. En definitiva, elimina l'ús d'injecció QR, RAM2sav, PCEdit, o qualsevol altre mètode d'injecció del navegador web (spider).[31]

- Versió del menú: 9.5.0-22 (Disponible a partir del 2 de febrer de 2015)
  - Alguns usuaris expliquen que fa un canvi en el processador ARM9 binari, creant així una nova capa d'encriptació, que sembla encarregar-se d'una porta d'escapament en la memòria flash per executar còpies en format ROM de jocs.[32]
  - S'han realitzat millores addicionals a l'estabilitat general del sistema i altres ajustos menors per millorar l'experiència de l'usuari.
  - Afegeix una codificació anti-flashcards per a les New 3DS.

- Versió del menú: 9.4.0-21 (Disponible a partir de l'11 de desembre de 2014)
  - S'han realitzat millores addicionals a l'estabilitat general del sistema i altres ajustos menors per millorar l'experiència de l'usuari.

- Versió del menú: 9.3.0-21 (Disponible a partir del 9 de desembre de 2014)
  - S'ha afegit la funció "Shuffle Favorites" a sota de l'opció per canviar el tema a la configuració del menú HOME, on es poden triar diversos temes i fer que funcionin aleatòriament quan es torna del mode d'espera.
  - Ara els usuaris poden capturar imatges de les dues pantalles durant el menú HOME.
  - Les actualitzacions de programari instal·lat es descarregaran i s'aplicaran soles.
  - Per a la new Nintendo 3DS, ara és possible pagar a la Nintendo eShop amb targetes de transport públic Suica, entre altres que funcionin amb comunicació de camp proper, com també passa amb la versió japonesa de la Wii U.
  - A la configuració de la consola de la new Nintendo 3DS s'hi ha afegit l'opció de configurar els amiibo.
  - S'han realitzat millores addicionals a l'estabilitat general del sistema i altres ajustos menors per millorar l'experiència de l'usuari.

- Versió del menú: 9.2.0-20 (Disponible a partir del 30 d'octubre de 2014)
  - S'han realitzat millores addicionals a l'estabilitat general del sistema i altres ajustos menors per millorar l'experiència de l'usuari.

- Versió del menú: 9.1.0-20 (Disponible a partir del 10 d'octubre de 2014)
  - S'afegeix l'opció dels temes al Japó.
  - Continua el problema amb SpotPass Relay.

- Versió del menú: 9.0.0-20 (Disponible a partir del 7 d'octubre de 2014)
  - Possibilitat de personalitzar el menú HOME mitjançant una opció que s'hi ha afegit. Cinc temes estan pre-instal·lats però se'n poden afegir més.
  - Lleuger redisseny del Menú HOME, en què els icones de les aplicacions multitasca no tenen contorns com en Wii U, i s'afegeix un botó en el menú que permet personalitzar el menú i ajustar la brillantor, el mode d'estalvi d'energia, la configuració de la consola i el Servei de Publicació d'Imatges de Nintendo 3DS. El botó d'organització d'icones passa a ser a l'extrem superior dreta. En les carpetes ara poden haver files d'u. El disseny dels icones es modernitza.
  - És possible capturar imatges del menú HOME.
  - S'actualitza la Nintendo eShop mostrant en una sola plana la informació de descàrrega, multimèdia, opinions, demo, etc., sobre un joc.
  - S'han realitzat millores addicionals a l'estabilitat general del sistema i altres ajustos menors per millorar l'experiència de l'usuari.
  - Un problema amb SpotPass Relay s'ha convertit en l'actualitat en on la gent ja no aconsegueixen 6 cops múltiples a l'atzar d'Espots als Estats Units i Europa.

### Versió 8
- Versió del menú: 8.1.0-19 (Disponible a partir del 7 d'agost de 2014)
  - S'han realitzat millores addicionals a l'estabilitat general del sistema i altres ajustos menors per millorar l'experiència de l'usuari.

- Versió del menú: 8.1.0-18 (Disponible a partir del 24 de juliol de 2014)
  - S'han realitzat millores addicionals a l'estabilitat general del sistema i altres ajustos menors per millorar l'experiència de l'usuari.

- Versió del menú: 8.0.0-18 (Disponible a partir del 7 de juliol de 2014)
  - S'han realitzat millores addicionals a l'estabilitat general del sistema i altres ajustos menors per millorar l'experiència de l'usuari.
  - No obstant això, el desenvolupador Syrenne McNulty, de l'estudi indie 4 Corner Games va publicar un curiós missatge sobre aquest tema en el seu compte de Twitter, diu és cert que la nova actualització de firmware de 3DS porta més que afegir a les millores generals del sistema, i que en realitat hauria d'estar preparant el sistema per a l'arribada d'alguna cosa com possiblement stamps (segells) de la xarxa social Miiverse, recurs que es pot utilitzar en Wii U a través de jocs com Super Mario 3D World, Mario vs. Donkey Kong, NES Remix, NES Remix 2 i Mario Kart 8.[33]

### Versió 7
- Versió del menú: 7.2.0-17 (Disponible a partir del 13 de maig de 2014)
  - La principal novetat d'aquesta actualització és que porta suport de correu electrònic per a la secció de Control parental en la Configuració de la Consola. Si no es recorda el número PIN en diverses ocasions els pares rebran un correu electrònic de Nintendo amb instruccions per desbloquejar l'àrea dels controls parentals.
  - S'han realitzat millores addicionals a l'estabilitat general del sistema i altres ajustos menors per millorar l'experiència de l'usuari.

- Versió del menú: 7.1.0-16 (Disponible a partir del 27 de febrer de 2014)
  - S'han realitzat millores addicionals a l'estabilitat general del sistema i altres ajustos menors per millorar l'experiència de l'usuari.

- Versió del menú: 7.1.0-15 (Disponible a partir del 22 de gener de 2014)
  - S'han realitzat millores addicionals a l'estabilitat general del sistema i altres ajustos menors per millorar l'experiència de l'usuari.

- Versió del menú: 7.1.0-14 (Disponible a partir del 19 de desembre de 2013)
  - S'han realitzat millores addicionals a l'estabilitat general del sistema i altres ajustos menors per millorar l'experiència de l'usuari.

- Versió del menú: 7.0.0-13 (Disponible a partir del 9 de desembre de 2013)
  - Els usuaris poden crear o vincular un Nintendo Network ID, que cal per utilitzar alguns serveis de xarxa, des de dins de Configuració del sistema.
    - La Nintendo eShop ha estat actualitzada per suportar els Nintendo Network ID. Després de fer això, s'eliminaran les dades de l'última targeta de crèdit usada per a comprar contingut.

  - Ara els usuaris poden veure i enviar a Miiverse amb consoles 3DS.
  - Una notificació mostrarà ara quan s'inicia el programari i les dades d'actualització està disponible.
  - El límit anterior de cinc transferències del sistema sistemàticament s'ha eliminat.
  - Prement els botons L i R al mateix temps s'iniciarà ara la Càmera de Nintendo 3DS des del menú HOME.
  - S'han realitzat millores addicionals a l'estabilitat general del sistema i altres ajustos menors per millorar l'experiència de l'usuari.

### Versió 6
- Versió del menú: 6.3.0-12 (Disponible a partir del 13 de setembre de 2013)
  - S'han realitzat millores addicionals a l'estabilitat general del sistema i altres ajustos menors per millorar l'experiència de l'usuari.

- Versió del menú: 6.2.0-12 (Disponible a partir del 5 d'agost de 2013)
  - Informació de StreetPass ara es pot intercanviar amb qualsevol punt d'accés Nintendo Zone compatibles en el rang. L'usuari rep dades de StreetPass de l'usuari anterior amb una Nintendo 3DS per després intercanviar dades de StreetPass amb el punt d'accés. Alhora, les dades de StreetPass de l'usuari s'emmagatzema per al següent usuari de Nintendo 3DS per rebre. (Tingueu en compte que aquest servei només està disponible en alguns països)
  - S'han realitzat millores addicionals a l'estabilitat general del sistema i altres ajustos menors per millorar l'experiència de l'usuari.

- Versió del menú: 6.1.0-12(NA) (Disponible a partir de l'11 de juliol de 2013)
  - L'opció per actualitzar la StreetPass Mii Plaza ja està disponible al menú de la StreetPass Mii Plaza.
    - Actualització de la StreetPass Mii Plaza oferirà noves característiques, com la capacitat de canviar l'expressió del personatge Mii i la possibilitat de comprar nous jocs per a la plaça.

  - S'han realitzat millores addicionals a l'estabilitat general del sistema i altres ajustos menors per millorar l'experiència de l'usuari.

- Versió del menú: 6.1.0-12(WW) / -11(NA) (Disponible a partir del 27 de juny de 2013)
  - S'han realitzat millores addicionals a l'estabilitat general del sistema i altres ajustos menors per millorar l'experiència de l'usuari.

- Versió del menú: 6.0.0-12(WW) / 11(NA) (Disponible a partir del 17 de juny de 2013)
  - En la versió japonesa i europea, afegida una opció per actualitzar la StreetPass Mii Plaza. Una actualització està disponible en l'actualitat que se sumarà una botiga on l'usuari pot comprar nous jocs per a la plaça. Aquesta actualització també permet a l'usuari establir una expressió facial de la seva Mii per utilitzar quan es saluda els personatges Mii d'altres usuaris.
  - Guardar dades de programari descarregable compatible pot ser una còpia de seguretat i restauració.
  - S'han realitzat millores addicionals a l'estabilitat general del sistema i altres ajustos menors per millorar l'experiència de l'usuari.

### Versió 5
- Versió del menú: 5.1.0-11 (Disponible a partir del 4 d'abril de 2013)
  - S'ha corregit un error que impedia a alguns usuaris des del llançament de la configuració del sistema, Nintendo eShop o Game Notes després que un missatge d'error durant el procés d'actualització del sistema.

- Versió del menú: 5.0.0-11 (Disponible a partir del 25 de març de 2013)
  - Perforament en la descàrrega de programes mitjançant mode d'espera en Nintendo eShop.
  - És possible descarregar una aplicació anomenada Nintendo 3DS Transfer Tool que, pel nom, fa semblar que és una eina per a la transferència.
  - Bloqueja un exploit al Mode DS.
  - Dona estabilitat al sistema.

### Versió 4
- Versió del menú: 4.5.0-10 (Disponible a partir del 4 de desembre de 2012)
  - Dona estabilitat al sistema.
  - Bloqueja algunes flash cards.

- Versió del menú: 4.4.0-10 (Disponible a partir del 19 de setembre de 2012)
  - Dona estabilitat del sistema.
  - Bloqueja algunes flash cards.

- Versió del menú: 4.3.0-10 (Disponible a partir del 24 de juliol de 2012 als EUA i el 25 del mateix mes a Europa i Austràlia)
  - Dona estabilitat al sistema.
  - Millores a la botiga virtual de Nintendo per millorar l'experiència de l'usuari.
  - Bloqueja algunes flash cards.

- Versió del menú: 4.2.0-9 (Disponible a partir del 26 de juny de 2012 als EUA i el 27 del mateix mes a Europa)
  - Ofereix als usuaris aconseguir la possibilitat d'utilitzar més caràcters en entrar la informació de la targeta de crèdit de l'eShop.
  - Bloqueja algunes flash cards.
  - Després de descarregar un títol de la botiga virtual, l'usuari podrà mirar entre els títols suggerits i les seves qualificacions sobre la base de les compres realitzades per altres i que han descarregat aquest títol.

- Versió del menú: 4.1.0-8 (Disponible a partir del 14 de maig de 2012 als EUA i el 15 del mateix mes a Europa)
  - Es pot actualitzar la consola sense introduir PIN si està activat el Control Parental.
  - S'afegeix l'opció de descarregar contingut per Nintendo eShop.

- Versió del menú: 4.0.0-7 (Disponible a partir del 24 d'abril de 2012 al Japó i als EUA i al 25 d'abril del mateix any a Europa i Austràlia)
  - Nintendo i altres companyies podran ara pegar als jocs físics.
  - Amb aquesta actualització es podran ordenar jocs i aplicacions amb carpetes al menú HOME. S'hi poden afegir fins a 60 aplicacions i se'ls pot posar un nom.
  - Nou disseny per a la Nintendo eShop
  - Nintendo eShop pot llegir QR Codes.
  - S'instal·la Nintendo Zone als sistemes europeus i australians.
  - Es poden pujar imatges a Facebook amb les imatges del Navegador d'Internet altre cop.
  - Es bloquegen algunes flash cards.

### Versió 3
- Versió del menú: 3.0.0-6 (Disponible a partir del 21 de desembre de 2011 als EUA i al 22 de desembre al Japó, Europa i Austràlia)
  - Una actualització menor que millora l'aplicació Plaza Mii de StreetPass
  - Una millora menor del rendiment global del sistema

- Versió del menú: 3.0.0-5 (disponible a partir del 7 de desembre de 2011 a Europa, Austràlia i Japó i al 6 de desembre a EUA)
  - Afegeix opció de gravar vídeos en 3D[34] i 3D Stop-Motion/Lapsus de temps.
  - A la Plaza Mii de StreetPass s'hi afegeix funció SpotPass, nou Rescate Mii II i En busca del cromo II[34], un mapa geogràfic de la gent que s'ha visitat[34], reproductor de temes de l'aplicació i presentació per l'acabat En busca del cromo, així com nous puzzles i millora de StreetPass.
  - A la eShop es poden veure demos descarregables[34]; s'afegeix agilitat per descarregar continguts als jocs i de programari en mode d'espera[34]; més comoditat, com ara la funció de guardar la informació de targetes de crèdit i comprar contingut en afegir només la quantitat de fons necessaris per comprar el contingut.
  - Millora dels controls parentals per incloure un mecanisme de consentiment dels pares, de conformitat amb el nen en línia les lleis de protecció de la privacitat d'alguns països. Aquesta nova característica requereix que els pares dels nens menors de certa edat per donar consentiment abans que el seu nen pot utilitzar les característiques de Nintendo 3DS que permeten als nens a compartir informació personal en línia.
  - Millora la seguretat del sistema
  - Millora la seguretat online
  - Bloqueja la majoria de "flash cards"
  - Transferència entre consoles 3DS[34]
  - Afegeix la funció QR Code a la funció de càmera incorporada en el menú HOME i en un URL de la Nintendo eShop
  - Inclou antigues actualitzacions
  - Nintendo Zone al Japó i Amèrica del Nord

### Versió 2
- Versió del menú: 2.2.0-4 (disponible a partir del 3 de novembre de 2011 al Japó, al 13 de novembre a EUA, al 18 de novembre a Europa i al 24 de novembre a Austràlia)
  - Permet als jugadors a participar en els jocs que els altres utilitzen,
  - Dona seguretat.
  - Bloqueja algunes "flash cards".

- Versió del menú 2.1.0-4 (disponible a partir del 25 de juliol de 2011 a Europa i al 26 de juliol al Japó, EUA i Austràlia)
  - Millores en l'estabilitat del sistema i altres.
  - Bloqueja algunes "flash cards".

- Versió del menú 2.1.0-3 (disponible a partir del 15 de juny de 2011 a Europa i EUA i al 16 de juny al Japó i Austràlia)
  - Millores en l'estabilitat del sistema i altres.
  - Correcció d'un bug de Ridge Racer 3D.
  - Actualitzacions automàtiques amb connexió a Internet.

- Versió del menú 2.0.0-2 (disponible a partir del 6 de juny de 2011 a EUA i al 7 de juny a Europa, Japó i Austràlia)
  - Nintendo eShop
  - Transferència Nintendo DSi o Nintendo DSi XL a Nintendo 3DS.
  - Navegador d'Internet de Nintendo 3DS.
  - Actualització de la Cámara Nintendo 3DS.
  - Se suprimeix el vídeo demo 3D.
  - Estabilitat del sistema i el rendiment general
  - Tecles d'accés ràpid per als botons de la pantalla tàctil
  - SpotPass en mode d'espera
  - Es suprimeix el botó Mode d'espera en tocar el botó POWER
  - Arregla un bug present que congela la pantalla en Ridge Racer 3D, que obliga tancar el joc.
  - Bloqueja la majoria de flash cards.

### Versió 1
- Versió del menú 1.1.0-1 / 1.1.0-0 (disponible a partir del 2 de març de 2011 al Japó, al 25 de març a Europa, al 27 de març a EUA i al 31 de març a Austràlia)
  - Millores de l'estabilitat però molts errors presents
  - La capacitat de rebre dades s'amplia
  - Millora de la connectivitat de la xarxa
  - S'afegeix el vídeo demo 3D.
  - Es necessita per executar
    - The Legend of Zelda: Ocarina of Time 3D.
    - Pilotwings Resort (Joc i Mode Descàrrega).
    - Amb 1.1.0-1 desapareix el vídeo demo 3D després d'instal·lar la versió 1.1.0-0.

- Versió del menú 1.0.0-0 (disponible a partir del 26 de febrer de 2011 al Japó, al 25 de març a Europa, al 27 de març a EUA i al 31 de març a Austràlia)
  - Versió de fàbrica de Nintendo 3DS.